# Manuel Tinio
Manuel Tinio y Bundoc (Aliaga, 17 giugno 1877 – Intramuros, 22 febbraio 1924) è stato un generale, rivoluzionario e politico filippino, il più giovane generale delle forze rivoluzionarie durante la rivoluzione filippina.
Nato nella provincia di Nueva Ecija da una ricca famiglia, frequentò il Colegio de San Juan de Letran. Successivamente interruppe la propria istruzione per unirsi alla rivoluzione filippina scoppiata nel 1896. Egli guidò dapprima piccole guerriglie composte da amici e parenti contro le truppe del dominio spagnolo e nel 1897, a soli 20 anni, le sue esperienze da rivoluzionario gli valsero la nomina di più giovane generale da parte di Emilio Aguinaldo. Nel corso della rivoluzione, si contraddistinse per i suoi successi in campo militare e per aver catturato il maggior numero di soldati spagnoli, circa un migliaio.
Al termine della rivoluzione, guidò le esigue truppe locali contro le forze statunitensi nella guerra filippino-americana. A seguito di alcuni successi iniziali e di una resistenza perduratasi per anni, Tinio si arrese alle forze nemiche assieme al generale-presidente Aguinaldo nel 1901. Dopo il suo rilascio da parte degli americani, egli ritornò nella sua provincia natia per svolgere l'occupazione di haciendero ed amministrare i suoi ampi possedimenti terrieri. Dal 1907 al 1909 le forze coloniali lo nominarono governatore della sua provincia e più tardi direttore dell'Ufficio per la Gestione del Territorio. Dopo aver rassegnato le proprie dimissioni nel 1914, si ritirò a vita privata. Morì nel 1924 dopo aver sofferto a lungo di una cirrosi epatica.

## Biografia

### Gli ascendenti di Tinio
Vecchi documenti ritrovati a San Fernando e risalenti al 1745 descrissero un antenato della famiglia, un certo Domingo Tinio, come un cittadino cinese di religione cattolica.
Un ascendente di Manuel, di nome Juan Tinio, ebbe due figli gemelli battezzati a Gapan nel 1750. Nel suo certificato di battesimo egli fu indicato come un nativo filippino.
Il pronipote di Juan Tinio, Mariano Tinio Santiago, era il padre di Manuel. Mariano e i suoi fratelli cambiarono il proprio cognome da Santiago a Tinio (quello della madre) per obbedire ad un'ordinanza del 1850 del governatore generale Narciso Claveria, che imponeva a tutte le famiglie native o sinofilippine di cambiare i propri cognomi. Benché originario di San Isidro, Mariano si trasferì a Licab, allora ancora un barrio di Aliaga, e creò delle risaie a partire da una zona fortemente boschiva. Per via del suo passato come cabeza de barangay locale, Mariano fu soprannominato "il capo dai capelli rossi" (in filippino Cabezang Marianong Pulang Buhok). Malgrado il suo status di grande proprietario terriero, egli mantenne una vita semplice. Uomo di principio, più tardi guidò una petizione per richiedere le dimissioni del sindaco locale a causa di corruzione e diversi abusi di potere. Il padre di Manuel si sposò numerose volte ed ebbe diverse relazioni extraconiugali, generando una prole numerosa. La sua quarta ed ultima moglie fu Silveria Misadsad Bundoc, una donna dal carattere forte che visse sino al secondo decennio del XX secolo. Mariano, invece, morì a Licab l'11 ottobre 1889.

### Infanzia e giovinezza
Manuel Tinio nacque il 17 giugno 1877 nel barrio di Aliaga, Nueva Ecija, da Mariano Tinio y Santiago e Silveria Bundok. Precedentemente, dalla coppia erano nate le figlie Maximiana e Catalina. Manuel divenne il figlio preferito della madre, poiché Mariano morì solamente dodici anni dopo la sua nascita.
Ai tempi la famiglia Tinio era considerata la più numerosa e ricca famiglia della provincia; di origine sinofilippina, i Tinio possedettero per oltre un secolo le più ampie proprietà terriere di tutto il Luzon Centrale, sino alla dichiarazione di legge marziale del 1972.
Il giovane Manuel imparò l'alfabeto tramite l'aiuto di un tutore a Licab. Più tardi frequentò una scuola di Calaba, San Isidro, gestita da Don Rufino Villaruz. Proseguì la propria istruzione a Manila, presso un istituto amministrato da Don V. Crisologo. Nel 1893 si iscrisse al Colegio de San Juan de Letrán, dove prosegui i suoi studi di segunda ensenianza o scuola media sino al 1896. Egli era dotato di una forte personalità ma allo stesso tempo ciò lo portò a divenire un cattivo studente. Come da usanza dei tempi, i ragazzi tendevano a formare gruppi studenteschi suddivisi per regione. Manuel divenne il capo dei Novo-Ecijanos, ossia coloro provenienti da Nueva Ecija. Successivamente organizzò assieme ai suoi amici una burla, che gli costò il diploma. Egli era appena tornato da un incontro di arnis de mano al Jardin Botanico (alle spalle dell'attuale Manila Metropolitan Theater) ed era diretto ad Intramuros, quando vide un cittadino spagnolo in sella ad una bici dirigersi verso di lui. Convinto dai suoi amici presenti assieme a lui, Manuel spinse l'uomo e all'istante tutti i ragazzi scapparono via. L'uomo infuriato, rivelatosi poi membro della guardia civile, riconobbe Manuel e più tardi quel giorno alcuni soldati bussarono alla residenza di quest'ultimo. Manuel e i suoi amici, nel frattempo, intravidero gli uomini. Sapendo di essere a pochi istanti dall'arresto, Tinio si lanciò da una finistra e fuggì a Licab. Si trattò solamente della prima di tante fughe che segnarono gran parte della sua vita.

## Influenza culturale
A lui è dedicata la municipalità di General Tinio. Il 29 marzo 2015 il comune di Licab ha inaugurato la prima statua in suo onore, nel corso delle celebrazioni per il 120º anniversario della nascita della municipalità.